# Hyposmocoma caecinervis
Hyposmocoma caecinervis là một loài bướm đêm thuộc họ Cosmopterigidae. Nó là loài đặc hữu của Oahu. The type locality is Mount Kaala.
Ấu trùng ăn Smilax sandwicensis. They bore in the dead stems.